# لي شيرر
لي شيرر (بالإنجليزية: Lee Shearer)‏ (23 أكتوبر 1977 في المملكة المتحدة - ) هو لاعب كرة قدم بريطاني في مركز الدفاع. لعب مع إبسفليت يونايتد ونادي إكسلسيور ونادي ليتون أورينت ونادي مارغيت وميدستون يونايتد والرابطة الرياضية الرومانية الكاثوليكية ليونيداس ‏ ونادي دوفر أتليتيك وفولكستون إنفيكتا وفايفرشام تاون ‏ وFF Jaro ‏ وويلينج يونايتد.

## وصلات خارجية
- لي شيرر على موقع قاعدة بيانات كرة القدم.إي يو (الإنجليزية)
- لي شيرر على موقع Soccerbase.com (لاعب) (الإنجليزية)